# Robert Kurtzman

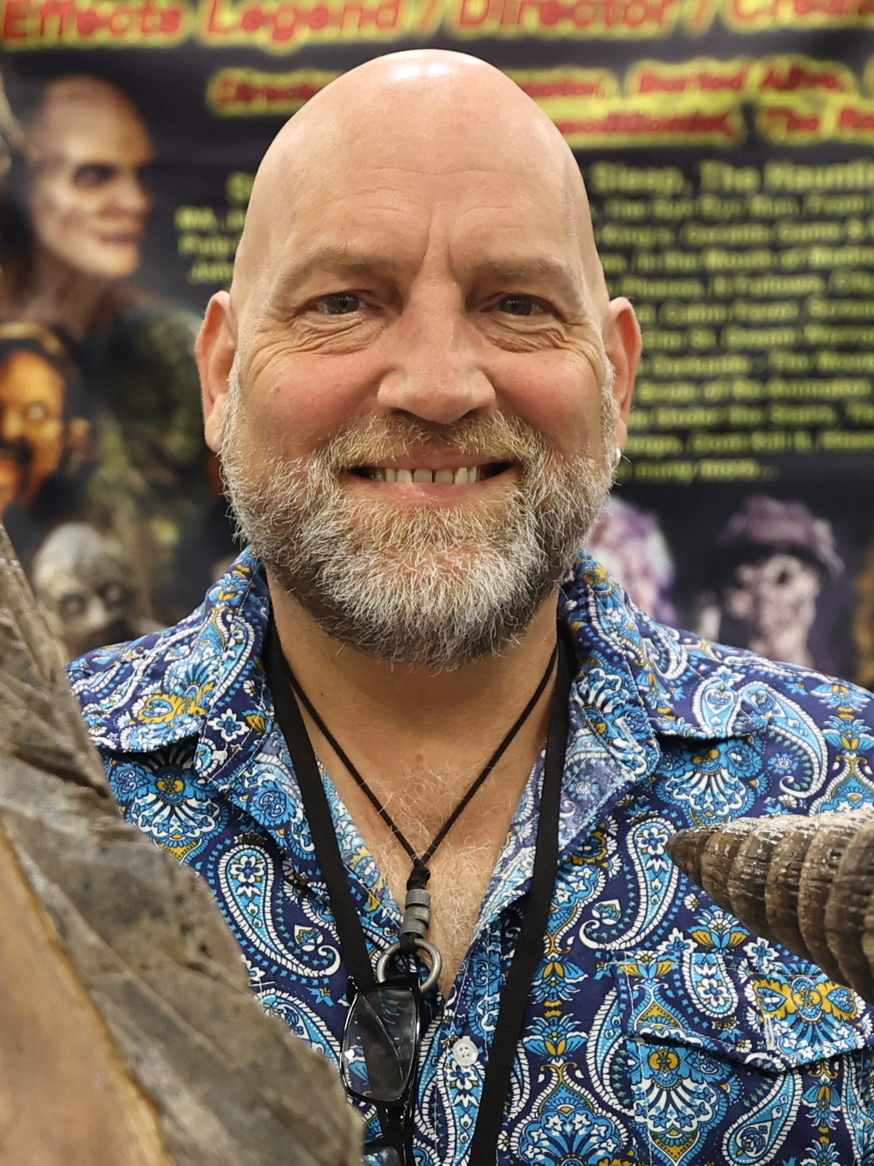
Robert Kurtzman (2023)

Robert Kurtzman (* 25. November 1964 in Crestline, Ohio) ist ein US-amerikanischer Spezialeffektkünstler und Mitbegründer der Special-FX-Unternehmen KNB EFX Group, zusammen mit Howard Berger und Gregory Nicotero. Die Anfangsbuchstaben der drei machen das Kürzel „KNB“ aus. Zudem ist er als Regisseur und Produzent im Filmgeschäft aktiv.
Von Kurtzman stammt auch die Idee zum Film From Dusk Till Dawn. Außerdem führte er Regie bei Wes Craven’s Wishmaster aus dem Jahre 1997. Sein Debüt als Regisseur gab er mit The Demolitionist aus dem Jahre 1995. Im April 2012 öffnete er sein „Kurtzman Institute of Art“ für interessierte Studenten.

## Filmografie (Auswahl)
Als Regisseur
- 1995: The Demolitionist
- 1997: Wes Craven’s Wishmaster
- 2007: Buried Alive
- 2007: Zombie Rage (The Rage)
- 2010: Deadly Impact

Als Produzent
- 1996: From Dusk Till Dawn
- 2001: My First Mister
- 2007: The Rage
- 2010: Rage 2: Dead Matter
- 2013: Axe Giant
- 2016: ClownTown
- 2017: Secret Santa

## Auszeichnungen (Auswahl)
Robert Kurtzman wurde 1999 für den Film John Carpenters Vampire in der Kategorie Bestes Make-up mit dem Saturn Award ausgezeichnet.